# Philemon albitorques
El filemón nuquiblanco (Philemon albitorques) es una especie de ave paseriforme de la familia Meliphagidae endémica de Manus, la isla más grande de las islas del Almirantazgo en el archipiélago Bismarck.